# Marsilea aegyptiaca
Marsilea aegyptiaca är en klöverbräkenväxtart som beskrevs av Carl Ludwig Willdenow. Marsilea aegyptiaca ingår i släktet Marsilea och familjen Marsileaceae. Arten beskrevs av den tyske botanikern Carl Ludwig Willdenow 1810.
IUCN kategoriserar arten globalt som livskraftig. Inga underarter finns listade.

## Bildgalleri

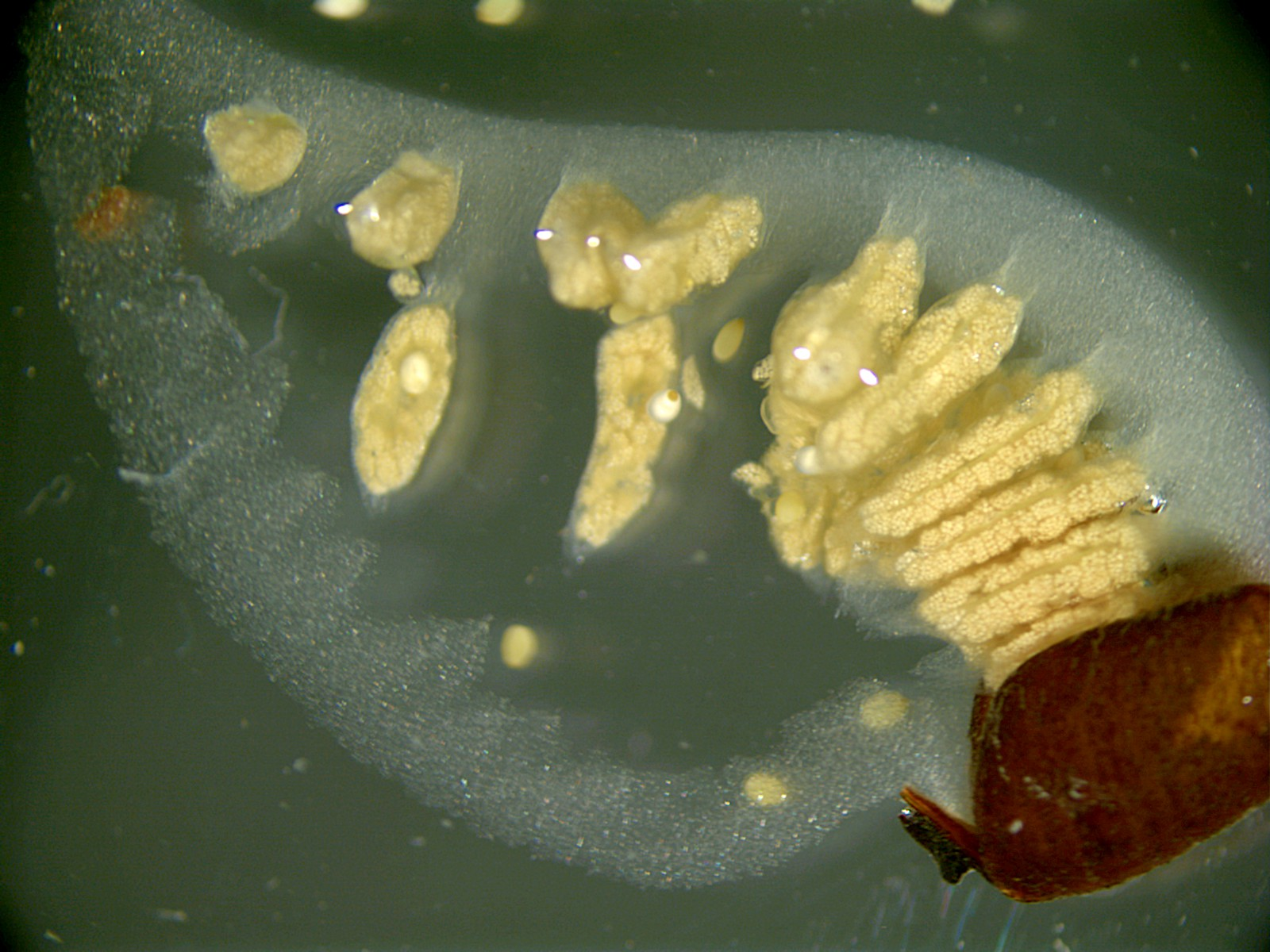
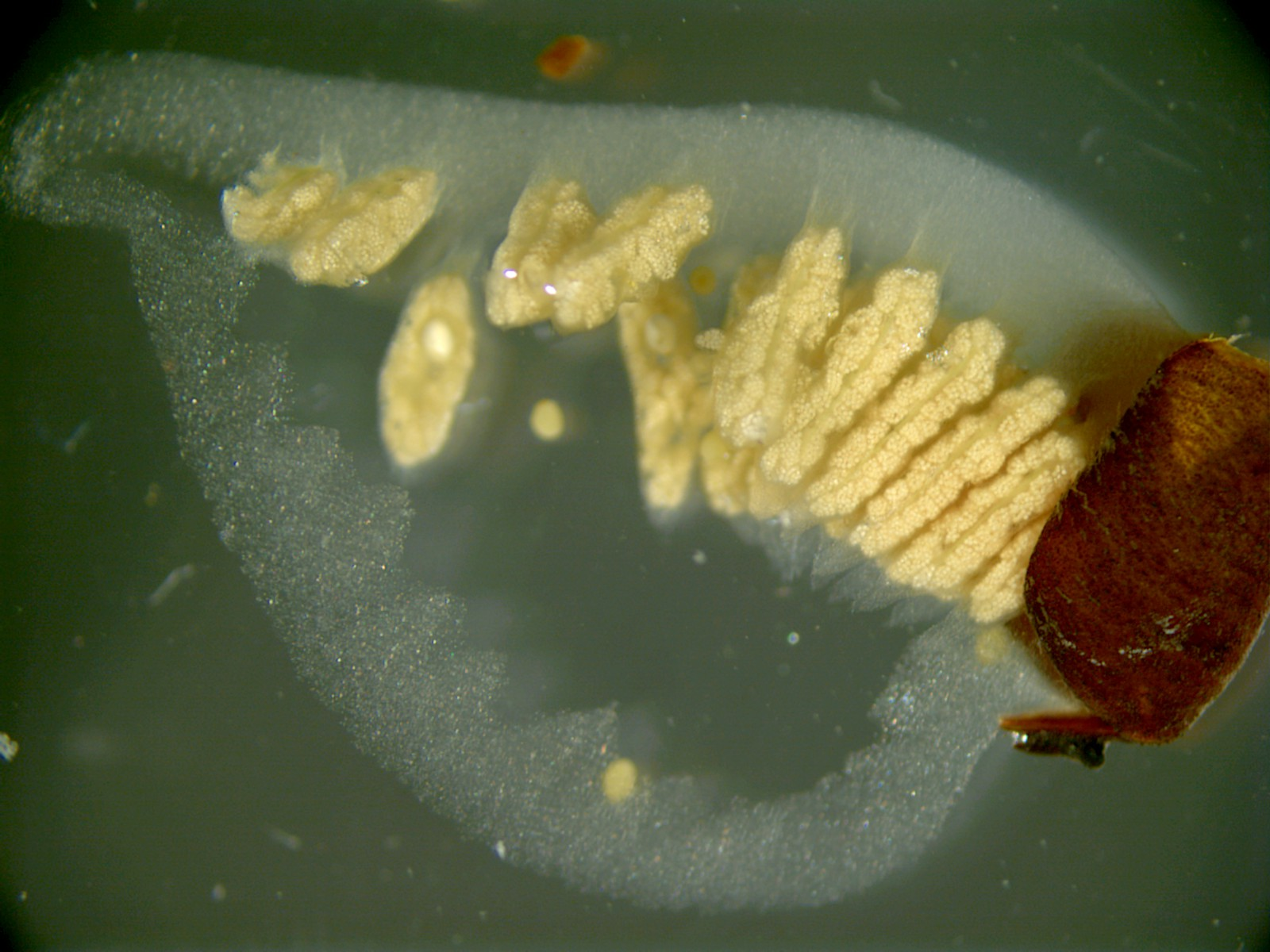
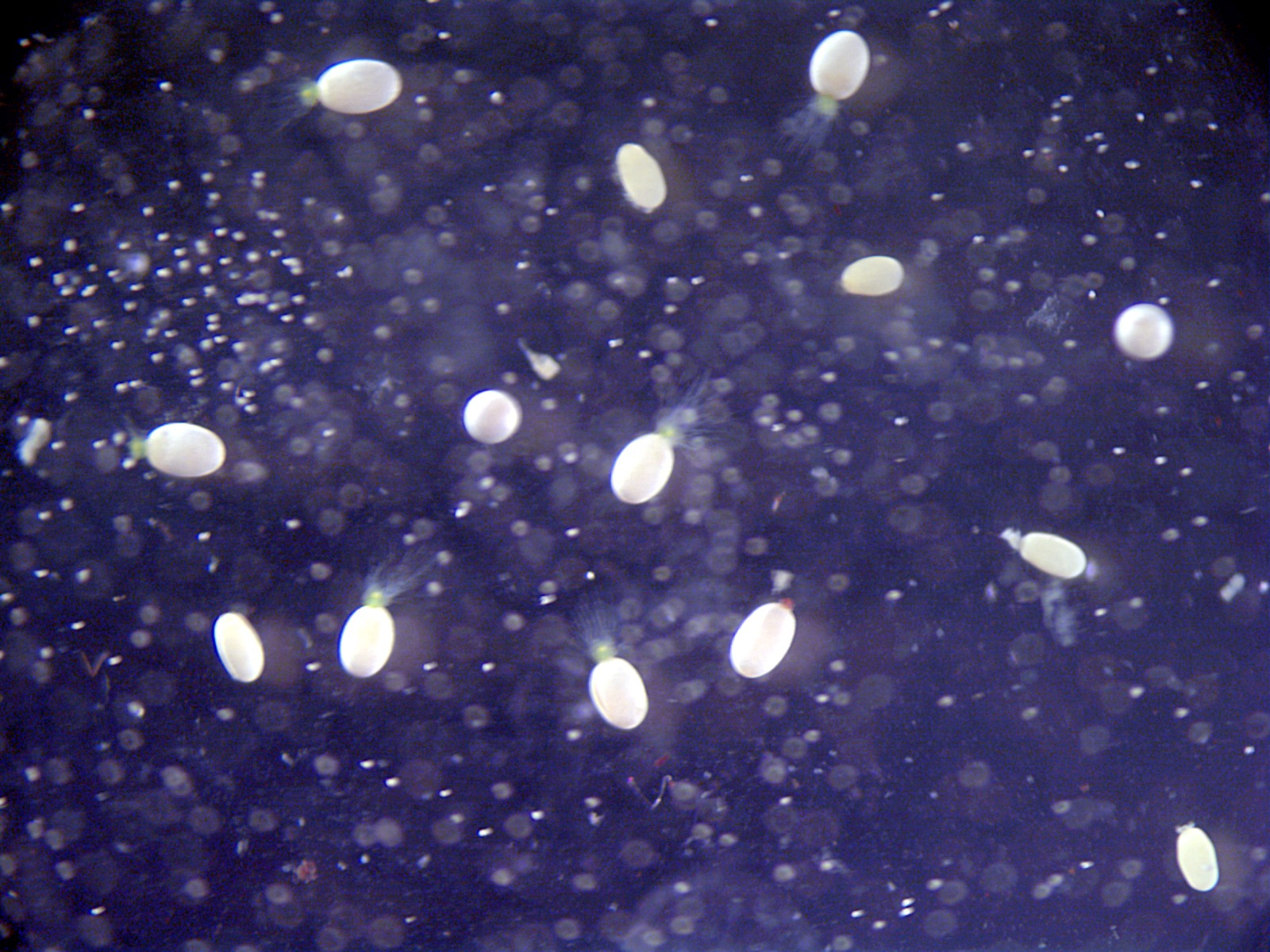
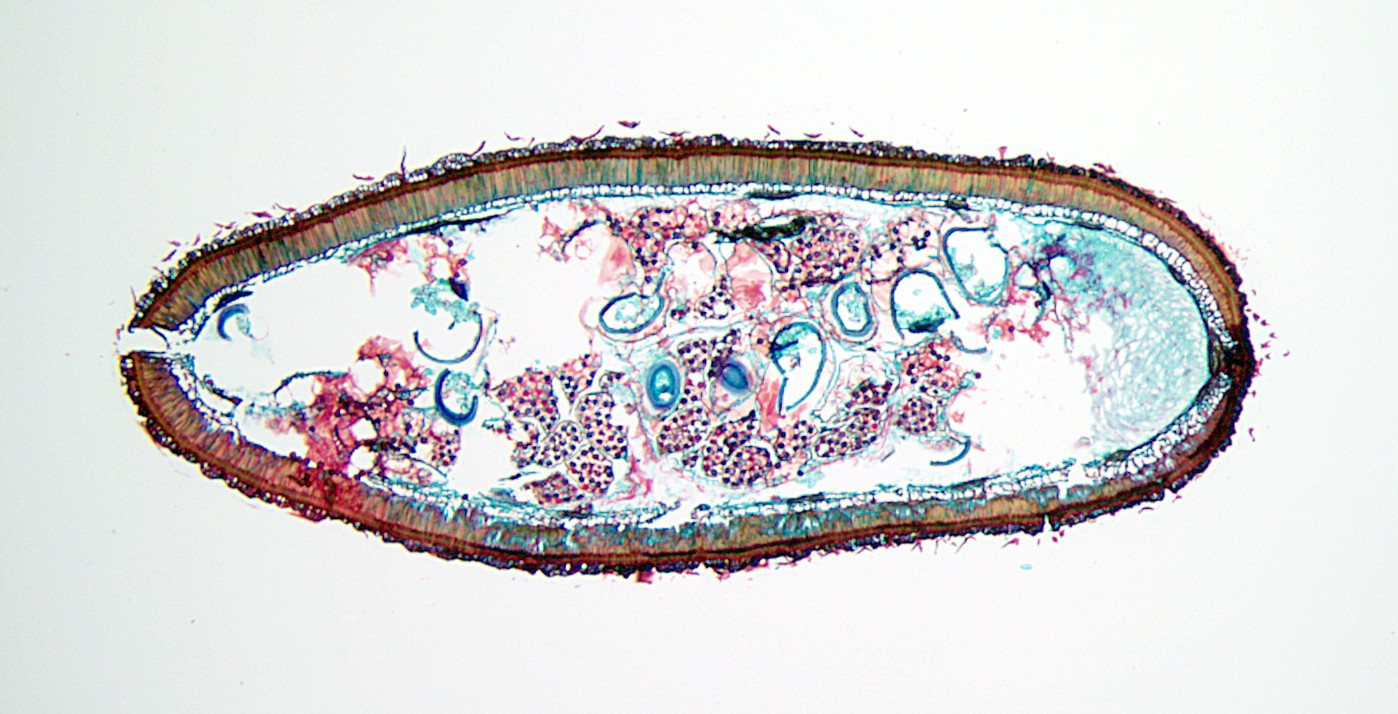